# جمال جبريل
محمد جمال عثمان جبريل (12 مارس 1956) هو أستاذ القانون الدستوري ورئيس قسم القانون العام بكلية الحقوق بجامعة حلوان. ورئيس لجنة نظام الحكم باللجنة التأسيسية لوضع مشروع الدستور المصري، وعضو الهيئة العليا لحزب الوسط. وعضو الهيئة الاستشارية القانونية للرئيس محمد مرسي منذ مايو 2013.
ولد جمال جبريل في قرية شبرا مركز كوم حمادة بمحافظة البحيرة. وتخرج من كلية الشرطة عام 1977 ، تقدم باستقالته من قطاع مباحث الأموال العامة بعد عمله فيه لفترة، ثم حصل على درجة الماجستير في القانون العام عام 1984 وفي القانون الجنائي عام 1985 من جامعة عين شمس. سافر إلى فرنسا في منحة تعليمية عام 1987 والتحق هناك بجامعة كريتي.
حصل على درجة الدكتوراة في الحقوق عام 1992 من جامعة عين شمس. وعمل كأستاذ للقانون العام بجامعات بنها والمنوفية وحلوان. ويعمل حاليا رئيس قسم القانون العام بجامعة حلوان منذ 2007 وحتى الآن.
شارك في مظاهرات أعضاء هيئة التدريس بجامعة حلوان أثناء ثورة 25 يناير. وأنشأ بعد الثورة جميعة «محامين لاسترداد حقوق مصر المسلوبة».
في عام 2012 شارك في كتابة الدستور المصري بعد أن انتخبه البرلمان عضوا في لجنة المائة التأسيسية لوضع مشروع الدستور المصري الجديد. واختارته الجمعية التأسيسية رئيسا للجنة نظام الحكم بها. انضم جبريل لحزب الوسط واختير عضوا في الهيئة العليا للحزب مطلع عام 2013.
المؤلفات والأبحاث:
- السكوت في القانون الإداري
- دولة إسرائيل والشريعة اليهودية
- التجربة الدستورية التركية
- العلمانية والنظام القانونى «دراسة مقارنة»
- ركن الرضا في العقود الإدارية «دراسة مقارنة»
- ذاتية الضرر في قضاء مجلس الدولة الفرنسى
- الرقابة على دستورية القوانين في إيران
- مذهب المحكمة الأتحادية العليا في الولايات المتحدة
- في تطبيق حرية الرأى والعقيدة «مقارنة بالشريعة الإسلامية» الوسيط ولجان التوفيق (القانون 7 لسنة 2000) دراسة مقارنة
- النظم السياسية
- القانون الدستورى
- القضاء الإداري
- العقود الإدارية